# Болтаев, Георгий Семёнович
Георгий Семёнович Болтаев (5 апреля 1914, Кустанай, Тургайская область — 13 августа 1986, Грозный) — участник Великой Отечественной войны, командир роты автоматчиков 172-го гвардейского стрелкового полка, гвардии капитан. Герой Советского Союза (1945).

## Биография
Георгий Болтаев родился 5 апреля 1914 года в городе Кустанае (ныне — Казахстан) в крестьянской семье. Получил среднее образование, работал главным бухгалтером в Семипалатинском объединении «Главпарфюмерия».

## Служба в армии
В 1936—1938 и 1939—1940 годах Болтаев проходил службу в Рабоче-крестьянской Красной Армии. В мае 1942 года в третий раз был призван на службу в армию.
В 1944 году окончил военное пехотное училище в Тамбове, после чего находился на фронтах Великой Отечественной войны. В 1944 году вступил в ВКП(б).
К апрелю 1945 года гвардии капитан Георгий Болтаев командовал ротой автоматчиков 172-го гвардейского стрелкового полка 57-й гвардейской стрелковой дивизии 8-й гвардейской армии 1-го Белорусского фронта.

## Подвиг
Отличился во время форсирования Одера и штурма Зееловских высот.
16 апреля 1945 года рота первой в полку прорвалась в немецкую траншею на высотах и уничтожила 2 штурмовых орудия, 5 огневых точек и несколько десятков солдат и офицеров противника, а также захватила батарею 75-миллиметровых орудий. 17 апреля рота, преследуя отходящие немецкие подразделения, заняла центральную улицу города Зеелов.
Указом Президиума Верховного Совета СССР от 31 мая 1945 года капитан Георгий Болтаев был удостоен высокого звания Героя Советского Союза с вручением ордена Ленина и медали «Золотая Звезда».

## Послевоенный период
В 1946 году в звании капитана Болтаев был уволен в запас. Проживал и работал в городе Грозный Чечено-Ингушской АССР. Умер в 1986 году.
Похоронен на центральном кладбище Грозного. Могила является памятником регионального значения. По данным от 2010 года находится в неудовлетворительном состоянии.

## Награды и звания
- Звание Герой Советского Союза.Указ Президиума Верховного Совета СССР от 31 мая 1945 года:
  - Орден Ленина,
  - Медаль «Золотая Звезда».
- Орден Александра Невского. Приказ Военного совета 8 гвардейской армии № 498/н от 27 февраля 1945 года.
- Орден Отечественной войны I степени. Указ Президиума Верховного Совета СССР от 11 марта 1985 года.
- Орден Отечественной войны II степени. Приказ командира 4 гвардейского стрелкового корпуса № 188/н от 15 мая 1945 года.
- Орден Красной Звезды.Приказ командира 57 гвардейской стрелковой дивизии № 069 от 14 сентября 1944 года.
- Медаль «За победу над Германией в Великой Отечественной войне 1941—1945 гг.». Указ Президиума Верховного Совета СССР от 9 мая 1945 года.
- Медали СССР..